# Чорні діри не мають волосся

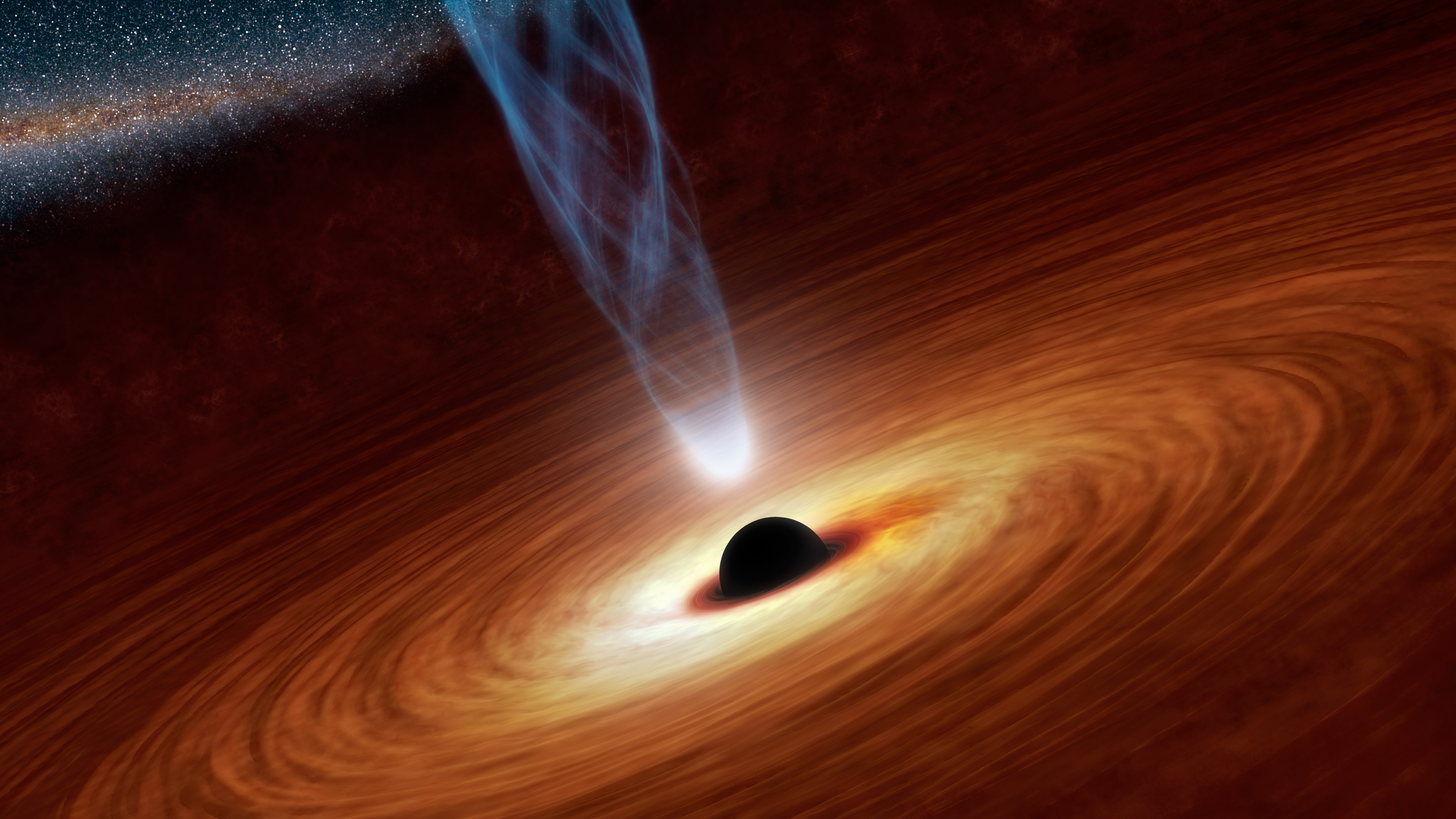
Надмасивна чорна діра

Чорні діри не мають волосся — теорема, згідно з якою інформація про речовину, яка поглинається чорною дірою, вже не може залишити її межі. Вважається, що у всіх чорних дір є маса, швидкість руху та обертання. Вони мають однаковий вигляд та опис.

## Історія
У 1960-х — 1970-х роках розпочались дослідження астрофізиків-теоретиків відносно того, в якому стані існує інформація про речовину, яка потрапляє до чорних дір. Вважалось, що вона може втрачатись чи зберігатись. Стівен Гокінг, Вернер Ізраель, Девід Робінсон, Брендон Картер припускали, що при утворенні чорної діри зберігаються лише маса, заряд та момент кількості руху. Інші властивості для зовнішнього спостерігача відсутні. Чорні діри позиціювались як прості об'єкти, тоді як опис зір передбачає врахування багатьох різноманітних характеристик: хімічного складу, густини, тиску, температури об'єкту на різних відстанях. У чорних дір цих характеристик не існує.

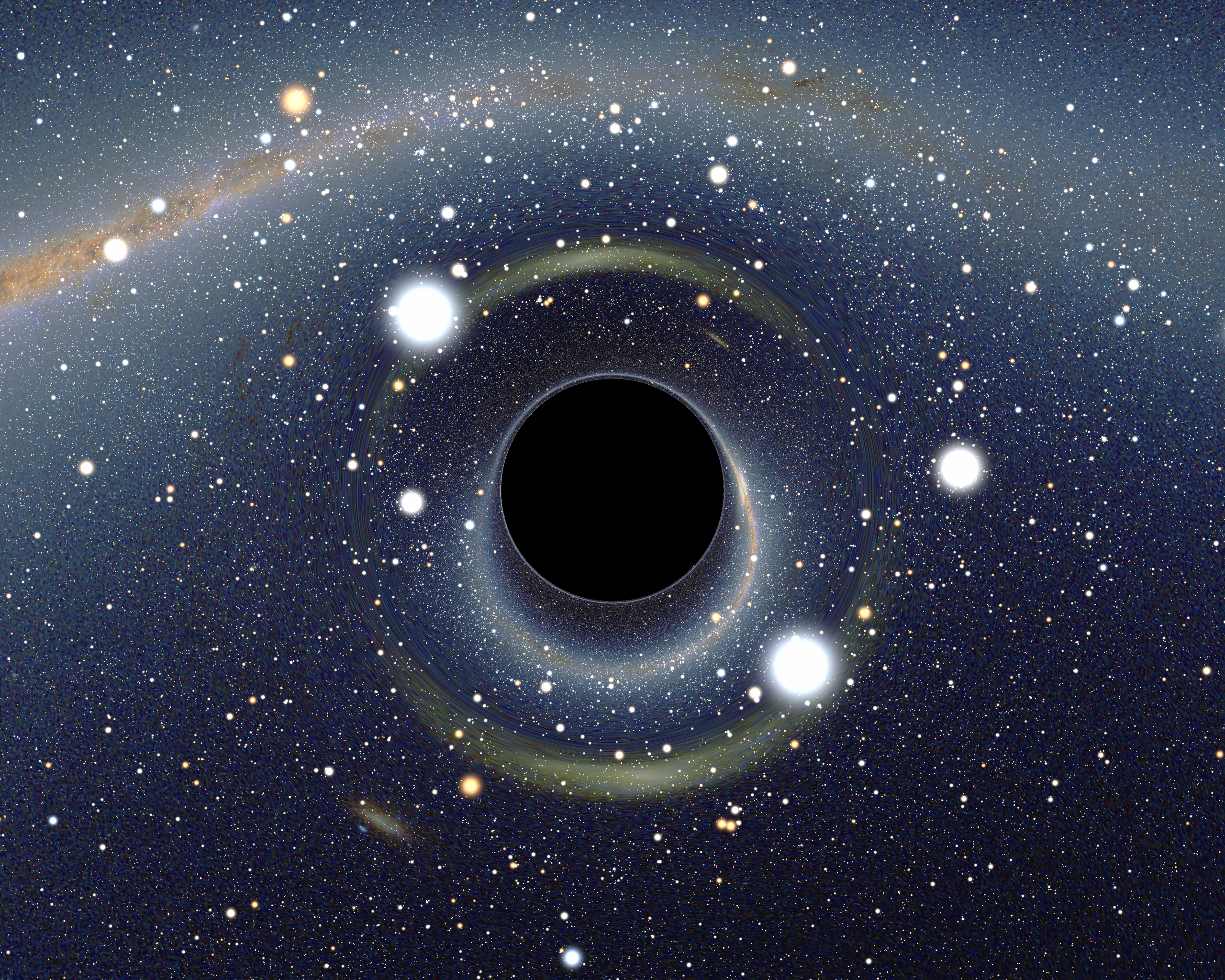
Чорна діра та гравітаційні викривлення, які вона спричинює

### Річард Прайс
У кінці 1960-х років Річард Прайс дійшов висновку, що під час гравітаційного колапсу тіла всі початкові неоднорідності, за певними винятками, згладжуються. Це обумовлене випромінюванням. Вирішальним фактором є спін фундаментальної взаємодії, що пов'язаний із передачею інформації. Згідно з теоремою Прайса, спін пов'язується з «мультипольними миттєвостями», які застосовуються в математиці для визначення міри відхилення різноманітних неоднорідностей від сферичності. Можна припустити, що тіло пов'язане з зовнішнім спостерігачем через різноманітні фізичні взаємодії. Характер цих взаємодій говорить про деталі внутрішньої структури тіла. У міру колапсу ці деталі розмиваються, втрачають ясність, і на стадії, близькій до чорної діри, до зовнішнього спостерігача доходить лише та інформація, котра укладена в моментах з порядками меншими, ніж спіни переносників взаємодій. Суть теореми Прайса полягає в тому, що в процесі колапсу тіла більша частина інформації про його властивості втрачається. Коли тіло стає чорною дірою, доступними для спостереженню ззовні залишаються лише нечисленні властивості тіла, як цілого. Якщо обмежитись тільки тяжінням і електродинамікою, то весь набір властивостей чорної діри, за якими спостерігають, зведеться до її маси, кутового моменту та заряду. З чотирьох відомих фундаментальних взаємодій тільки два мають більший радіус дії. Напевне, тільки через ці взаємодії виконується передача інформації про чорну діру до віддаленого спостерігача. Якщо ці висновки справедливі для колапсу найбільш загального виду, то у разі чорної діри віддаленому спостерігачу доведеться розраховувати на невеликий обсяг інформації про її структуру.

### Джон Вілер
У результаті наукових досліджень виникла теорема, вперше сформульована американським фізиком-теоретиком Джоном Вілером, який працював у Принстонському університеті. Існують певні характеристики чорної діри, які здатні виміряти спостерігачі: це маса чорної діри (M), її заряд (Q) та момент кількості руху (J). Перелічені показники повністю визначають геометрію простору-часу поблизу чорної діри. Вілер сформулював твердження про відокремлену чорну діру, яка під час переходу в стаціонарний стан, позбавляється шляхом випромінювання від усіх інших характеристик. Відокремлена стаціонарна чорна діра не може бути джерелом будь-якого масивного поля. Для таких полів можливі всі моди випромінювання. Згідно з гіпотезою Вілера, всі вони випромінюються при переході чорної діри в стаціонарний стан. Аналогічний висновок стосується скалярного безмасового поля. Гіпотеза Вілера еквівалентна словам: незалежно від деталей колапсу, будови та властивостей тіла, що колапсує, стаціонарна чорна діра, яка виникла, описується геометрією лише з трьома параметрами М, J, Q. Іншими словами, всі чорні діри з однаковими показниками ідентичні. Такий стан речей Джон Вілер охарактеризував словами: «Чорні діри не мають волосся».

### Брендон Картер
1970 року Брендон Картер показав, що у випадку, коли незаряджена (Q=0) чорна діра обертається, то форма та розміри такої чорної діри залежать лише від її маси (M) та моменту обертання (J). Брендон Картер вважав, що всі незаряджені, стаціонарні, осесиметричні чорні діри з горизонтом, що має топологію сфери, розбиваються на окремі сімейства. Між цими сімействами не має безперервного переходу. У чорних дір кожного сімейства є зовнішні гравітаційні поля, які визначаються двома параметрами: моментом імпульсу J та масою М.

### Вернер Ізраель
Вернер Ізраель вважав, що будь-яка статична чорна діра з горизонтом, що має топологію сфери, створює зовнішні поля, які визначаються масою М та зарядом Q.

### Стівен Гокінг
1971 року Стівен Гокінг довів, що кожна стаціонарна чорна діра, завжди буде мати вісь симетрії. 1975 року астрофізик довів, що чорні діри мають здатність поступово випаровуватись. Це відбувається через квантові ефекти поблизу горизонту подій — випромінювання Гокінга.
Існує багато теорем, які доводять, що зовнішні гравітаційні та електромагнітні поля стаціонарної чорної діри, однозначно визначаються масою М, зарядом Q і власним моментом імпульсу J. Стівен Гокінг стверджував, що стаціонарна чорна діра має мати горизонт зі сферичною топологією, і вона має бути або статичною, або осесиметричною, або і тією, й іншою одночасно.

## Опис
Деякі тіла, які утворюються, не є симетричними. Трапляються випадки з порушеною симетрією. Це може статись через обертання, наявність усередині тіла магнітних полів чи форму тіла, яка відрізняється від кулястої. Теорія відносності не відповідає на питання як об'єкт, що має не правильну форму, перетворюється на чорну діру під час колапсу. Рівняння Ейнштейна не дає можливості вирішити задачу про колапс тіла, що має довільну форму. Аналітичні методи також не допомагають. Сильне поле власного тяжіння змушує об'єкт стискатись. Проте не зрозуміло, чи залишиться зв'язною поверхня тіла. Якщо вона розпадається на частини, то задача щодо колапсу взагалі змінюється.
Після катастрофічно швидкого стиснення зорі під дією сили гравітації, чорна діра перебуває у стані, коли вона може обертатись. Проте здатність пульсувати — відсутня. Розміри чорної діри будуть залежати лише від її маси та швидкості, з якою об'єкт обертається. Зв'язок з властивостями тіла, що колапсувало в чорну діру, буде втрачено. Цей висновок більш відомий у формулюванні «чорні діри не мають волосся». Теорема накладає певні обмеження на можливі типи чорних дір. Вона дає можливість будувати детальні моделі об'єктів, які могли б бути у складі чорних дір. Теорема стверджує, що при утворенні чорних дір, втрачається частина інформації про тіло, що колапсувало. Все, що можливо дослідити після колапсу, це маса тіла та швидкість обертання.
У вчених теоретиків є свої думки з приводу об'єктів, які сколапсували, при умові, що цей об'єкт не розпадається на частини. Нехай є тіло, яке за своєю формою трохи відрізняється від ідеально сферично-симетричного. Можна врахувати обертання тіла та наявність електромагнітного поля. Передбачається що ці та будь-які інші малі збурення настільки слабкі, що мало впливають на загальну геометрію простору часу поза тілом. За таких припущень рівняння Ейнштейна дозволяють лінеаризацію — деяку видозміну рівнянь, яка значно спрощує вирішення.
Світловий характер горизонту подій, яким обмежується чорна діра, виконує функції односторонньої мембрани. Частинки та випромінювання можуть перетнути горизонт подій ззовні, проте вони не можуть його залишити. Незворотність характерна для тих процесів, в яких беруть участь чорні діри. Чорна діра з плином часу стає стаціонарною. Нехай у процесі колапсу утворюється чорна діра. Конфігурація полів та частинок поза нею не є рівноважною. У цьому випадку конфігурація почне перебудовуватись. Цей процес супроводжується випромінюванням енергії на нескінечність та всередину чорної діри. Поля та частинки поза межами чорної діри мали спочатку скінчену енергію. Енергія, яка випромінює на нескінченість чи поглинена чорною дірою, нічим не компенсується. З часом процес припиняється й енергія стає стаціонарною. Геометрія простору та часу все менше відрізняється від стаціонарного простору, яке допускає векторне поле Кіллінга. Про це свідчать теореми про стійкість чорних дір відносно малих збурень. У працях Чандрасекара й Детвілера, доведена властивість власних мод коливання гравітаційного поля з чисто дійсною частотою, у просторі часу стаціонарної чорної діри. Поєднання трьох теорем дозволяє зробити висновок, що всі стаціонарні чорні діри осесиметричні. Існуючі статичні чорні діри можна охарактеризувати значеннями M та Q, являють собою рішення Рейснера – Пордстрема. Усі незарядженні чорні діри, які обертаються, розбиваються на окремі сімейства, які не пов'язані одне з одним. Кожна чорна діра в цьому сімействі характеризується значеннями М і J. Рішення Керра утворює одне таке сімейство. Не виключено, що інших таких сімейств не існує.

## Сучасність та спростування  теореми
2015 року фінським астрофізикам вдалось визначити швидкість обертання чорної діри в результаті спостережень за надмасивною чорною дірою OJ 287, що розташована у сузір'ї Рака. На думку вчених, дані, зроблені на основі спостережень, дозволять визначити, чи є у чорних дір «волосся». За припущенням учених на це може піти десятиліття. У січні 2016 року з'явилась нова публікація Стівена Гокінга відносно теорії чорних дір. У ній спростовується теорема «Чорні діри не мають волосся». Були вказані шляхи зникнення інформації з чорних дір.  Вчений зазначив, що інформація поглинається чорними дірами не назавжди. Вона повертається назовні та має вигляд «м'якого волосся». Ним прийнято називати фотони, в яких є нульова енергія. Ці частинки присутні у Всесвіті у великій кількості. Через нульову енергію їх неможливо помітити за допомогою сучасних приладів. При наявності фотонів з нульовою енергією у рівнянні, які описують поведінку чорних дір, виявляється перенесення інформації щодо даних про властивості частинок, які потрапили до чорної діри. Наслідком існування таких фотонів стає те, що замість чіткої лінії горизонту події, у чорній дірі виникає набір «волосся» з «м'яких фотонів». На них присутній запис частини інформації про частинки, які були поглинені. При кожному випуску випромінювання Гокінга чорною дірою, відбувається оновлення інформації «екраном». На думку Стівена Гокінга інформацію, що покидає чорну діру, прочитати не можливо поки що.